# Associazione Calcio Imolese 2002-2003
Questa pagina raccoglie le informazioni riguardanti l'Associazione Calcio Imolese nelle competizioni ufficiali della stagione 2002-2003.

## Rosa
| N. |                   | Ruolo | Calciatore             |
| -- | ----------------- | ----- | ---------------------- |
|    | Italia (bandiera) | D     | Marco Arlotti          |
|    | Italia (bandiera) | A     | Pierluigi Baldazzi     |
|    | Italia (bandiera) | A     | Daniele Beltrammi      |
|    | Italia (bandiera) | P     | Emiliano Betti         |
|    | Italia (bandiera) | D     | Andrea Borsa           |
|    | Italia (bandiera) | D     | Fabio Buscaroli        |
|    | Italia (bandiera) | A     | Claudio Cacciatori     |
|    | Italia (bandiera) | C     | Alfonso Caruso         |
|    | Italia (bandiera) | C     | Rossano Casoni         |
|    | Italia (bandiera) | C     | Luciano Clara          |
|    | Italia (bandiera) | D     | Marco Comotto          |
|    | Italia (bandiera) | C     | Alessandro Evangelisti |
|    | Italia (bandiera) | D     | Massimiliano Farris    |
|    | Italia (bandiera) | A     | Marco Gabriellini      |
|    | Italia (bandiera) | D     | Imerio Gallina         |

| N. |                    | Ruolo | Calciatore          |
| -- | ------------------ | ----- | ------------------- |
|    | Nigeria (bandiera) | A     | Hashimu Garba       |
|    | Italia (bandiera)  | C     | Andrea Ghidini      |
|    | Italia (bandiera)  | D     | Diego Lappanese     |
|    | Italia (bandiera)  | D     | Simone Madocci      |
|    | Italia (bandiera)  | D     | Marco Menghi        |
|    | Italia (bandiera)  | C     | Dario Mileo         |
|    | Italia (bandiera)  | P     | Mayco Morterastelli |
|    | Italia (bandiera)  | A     | Enia Parma          |
|    | Italia (bandiera)  | C     | Eddy Perezin        |
|    | Italia (bandiera)  | A     | Cristian Polidori   |
|    | Italia (bandiera)  | A     | Andrea Pondrelli    |
|    | Italia (bandiera)  | D     | Pasquale Rocca      |
|    | Italia (bandiera)  | C     | Nathan Schiavon     |
|    | Italia (bandiera)  | C     | Dario Serra         |
|    | Italia (bandiera)  | A     | Andrea Venezia      |